# سوزانا محمد
سوزانا محمد گونزالس، دانشمند علوم سیاسی، محیط زیست و سیاستمدار کلمبیایی متعلق به حزب کلمبیا هومانا می‌باشد. سوزانا از تاریخ ۷ اوت ۲۰۲۲ سمت وزیر محیط زیست و توسعه پایدار کشورش را در دولت گوستاوو پترو بردوش گرفت.